# Antônio Francisco de Paula Souza
Antônio Francisco de Paula Souza (Itu, 6 de diciembre de 1843 — Río de Janeiro, 13 de abril de 1917) fue un ingeniero y político brasileño.

## Biografía
Antônio Francisco de Paula Souza era hijo de Antonio Francisco da Paula Souza, ministro de Agricultura, y de María Rafael de Paula Souza. A su vez, era nieto de Francisco de Paula Sousa e Melo. Estudió en Zúrich (Suiza) y en Karlsruhe (Alemania). En 1871 volvió definitivamente a Brasil para dedicarse al desarrollo ferroviario brasileño. Se casó con Ada Virginie Herwegh en Alemania.

## Trayectoria
De ideología republicana, participó de la Convención de Itu. Fue elegido diputado provincial en 1892, habiendo sido presidente de la Asamblea Legislativa. Fue un gran defensor de la enseñanza pública e incentivador de la creación de la Escuela Politécnica de São Paulo, de la cual fue el primer director. Fue ministro de Transportes del gobierno Floriano Peixoto, desde el 22 de abril al 8 de septiembre de 1893. Más tarde asumió la cartera de Industria.